# IBM RT
Il IBM RT è stato un computer prodotto da IBM e basato sul bus PC-AT e il processore ROMP, un derivato dell'IBM 801. Il sistema venne presentato nel 1986 come RT PC (RISC Technology Personal Computer) e utilizzava come sistema operativo AIX 1.x, 2.x, l'Academic Operation System (AOS) o il Pick operating system. Comunque comunemente era noto come PC RT e in seguito IBM decise di semplificare il nome. Non ebbe molto successo e tutti i modelli vennero dismessi nel 1991. Tuttavia sviluppi del progetto portarono alla creazione della linea RS/6000 e dei corrispondenti processori POWER, i processori da cui derivano i PowerPC.

## Hardware
Vennero prodotti tre modelli, il 6150, il 6151 e il 6152. Il modello base era il 6150, un computer di tipo tower, e il modello 6151 che invece era un desktop. Tutti i modelli erano dotati di una speciale scheda rimovibile contenente il processore.
Vi furono tre versioni della scheda processore per i modelli 6150/6151. La scheda standard 032 aveva un tempo di clock di 170 ns (5.8 MHz), 1 MB di memoria (espandibile a 2 o 4 MB) e una FPU opzionale.
La Advanced processor card aveva un tempo di clock di 100 ns (10 MHz), una memoria di 4 MB interna o una memoria esterna da 4 MB ECC e una FPU Motorola 68881 a 20 MHz. La Enhanced Advanced processor card aveva un ciclo di 80 ns (12.5 MHz) 16 MB di memoria su scheda e una versione potenziata della FPU.
L'IBM 6152 invece era dotato di una scheda ibrida PS/2 model 60 con una versione micro-channel ibrida della scheda processore 032. Il computer poteva utilizzare solo in sistema operativo AOS scaricabile da un 6150 o 6151 con AOS tramite una connessione LAN TCP/IP.
I sistemi sono stati normalmente venduti in configurazioni con 20, 30 o 40 MB di hard disk, una scheda grafica da 1280 x 1024 a 256 toni di grigio e un adattatore token ring o ethernet da 10 Mbit/s.

## Software
Uno degli aspetti innovativi del progetto RT era l'utilizzo del microkernel. La tastiera, il mouse, il monitor, i floppy disk e la rete erano controllati dal microkernel, quindi più sistemi operativi potevano girare sul computer contemporaneamente. Premendo la combinazione di tasti Alt-Tab si commutava tra i vari sistemi operativi. Ogni sistema operativo prendeva possesso della tastiera, mouse e schermo. AIX e Pick OS furono portati sul microkernel.
Il sistema operativo primario della macchina era l'AIX versione 2. Buona parte del kernel AIXv2 venne scritto in una variante del PL/I, un linguaggio che rese molto complessa la migrazione a AIXv3. AIXv2 includeva il pieno supporto delle reti TCP/IP, dell'SNA e di due network file system, l'NFS su licenza Sun e il Distributed Service o DS. DS era pienamente compatibile con i sistemi IBM AS/400 e i mainframe. L'interfaccia grafica di AIXv2 era fornita da X10.3, X10.4 e da X11 X Window System del MIT oltre che dalle Xt Athena widget set. Erano disponibili compilatori Fortran e C e uno dei programmi più diffusi era PageMaker, un programma di editoria elettronica.
I sistemi RT portarono a una pietra miliare del progetto X Window System. Un gruppo della Brown University portò X versione 9 sul sistema. Dei problemi riscontrati nella lettura dei dati non allineati su RT portarono allo sviluppo di un nuovo protocollo che portò allo sviluppo della versione 10 di X nel 1985.

## Vendite
L'IBM RT ha avuto una vita relativamente lunga. Molti osservatori quando venne presentato considerarono l'RT troppo costoso per la potenza che offriva; in sostanza la macchina era uscita sul mercato troppo tardi. Il nome iniziale generò confusione dato che molti pensavano che fosse un'altra linea x86 compatibile. Inoltre inizialmente IBM fornì una provvigione troppo bassa per una macchina così costosa. IBM riconosceva per la vendita di una macchina una provvigione analoga a quella di un normale PC-AT, una commissione molto bassa se rapportata a una macchina che mediamente costava 20.000 dollari. Molti venditori preferirono concentrarsi sulle macchine AT che essendo più economiche erano più facili da vendere.
Considerando la modesta potenza di calcolo dell'RT rispetto a molte macchine prodotte dalla concorrenza, diversi analisti si interrogarono sul senso del progetto RT. AIX per RT inoltre era il primo sistema operativo UNIX prodotto da IBM e venduto al pubblico. AIX utilizzava alcune soluzioni non standard per gestire i programmi e questo ritardò la conversione di molti applicativi per AIX. RT ebbe un relativo successo nel settore CAD/CAM e in alcune installazioni di ricerca o educative. Il sistema RT con Pick OS fu utilizzato come gestore di magazzini e di grandi database e in generale per gestire applicazioni commerciali basate su Pick OS. L'RT venne utilizzato come computer di controllo per alcuni mainframe IBM dove la sua gestione dell'SNA, del file system DS e i programmi di gestione, fatturazione e controllo meccanico erano importanti.
IBM riuscì a vendere circa 23.000 RT prima del ritiro della linea. Circa quattromila furono utilizzati da IBM nello sviluppo e per i suoi prodotti mentre la sua rete ne vendette altri quattromila.